# Zümmögő verébsármány
A zümmögő verébsármány (Spizella passerina) a madarak osztályának verébalakúak (Passeriformes) rendjébe és a verébsármányfélék (Passerellidae) családjába tartozó faj.

## Rendszerezése
A fajt Johann Matthäus Bechstein német természettudós írta le 1798-ban, a Fringilla nembe Fringilla passerina néven.

## Alfajai
- Spizella passerina arizonae Coues, 1872
- Spizella passerina atremaea R. T. Moore, 1937
- Spizella passerina mexicana Nelson, 1899
- Spizella passerina passerina (Bechstein, 1798)
- Spizella passerina pinetorum Salvin, 1863[2]

## Előfordulása
Kanada, az Amerikai Egyesült Államok, Mexikó, a Bahama-szigetek, Kuba, Saint-Pierre és Miquelon, a Turks- és Caicos-szigetek, Belize, Costa Rica, Guatemala, Honduras, Nicaragua és Salvador területén honos. 
Természetes élőhelyei a tűlevelű erdők, mérsékelt övi erdők, szubtrópusi és trópusi száraz erdők, hegyi esőerdők és cserjések, valamint vidéki kertek. Vonuló faj.

## Megjelenése
Testhossza 14 centiméter, szárnyfesztávolsága 21 centiméter, testtömege 11-15 gramm.
|  |  |

## Életmódja
Magvakkal, pókokkal és rovarokkal táplálkozik.

## Szaporodása
Fészekalja 3-5 tojásból áll, melyen 11-14 napig kotlik.

## Természetvédelmi helyzete
Az elterjedési területe rendkívül nagy, egyedszáma pedig növekszik. A Természetvédelmi Világszövetség Vörös listáján nem fenyegetett fajként szerepel.